# Tivi
Tivi è un comune dell'Azerbaigian situato nel distretto di Ordubad.